# シリアス・サム4
『シリアス・サム4』（Serious Sam 4）は、クロアチアのスタジオCroteamが開発し、 Devolver Digitalが発売したファーストパーソン・シューティングゲーム。本作は「シリアス・サムシリーズ」の一部であり、『シリアス・サム3: BFE』の前日譚である。本作は2018年4月に『Serious Sam 4: Planet Badass』（シリアスサム4　プラネットバッドアス）として発表され（後に題名変更）、2020年9月24日にMicrosoft WindowsとStadia向けに発売され、2021年12月7日にはXbox Series X/SとPlayStation 5向けに発売された。

## プロット
『シリアス・サム3: BFE』の出来事以前のある時、ロシアのツングースカに巨大なポータルが開き、メンタル軍はそこに地球侵略のための橋頭保を築いた。地球全体がエイリアンの侵略に対して戦っている時に、地球防衛軍のシリアス・サムが率いる部隊はブランド将軍によってローマへと送られ、エイリアンの強力なアーティファクト「聖杯」につながる手がかりを見つけたと主張するミハイル神父と会う。しかし、メンタルの将軍のひとり「ロード・アクリマン」と彼の軍隊によってローマが制圧されたため、放棄せざるを得なくなった。ローマを奪還するために、サムと彼の同僚はポンペイへと退却し、そこで彼らは地震装置を使用しヴェスヴィオ山を噴火させ、アクリマンの空軍を混乱させた。しかし、その際にサムの仲間の1人、ジョーンズがエイリアンのモンスターの一体によって殺害されてしまう。
ローマに戻ると、サムはミハイル神父の指示に従ってバチカンへと向かい、そこで入手した本には、フランスのカルカソンヌの放棄された教会に聖杯があることが明らかになった。再び都市でサムはアーキマンと対峙し、アーキマンはサムの目の前で新兵のケニーを殺し、逃走した。地元レジスタンスの助けを借りて教会へとたどり着いたサム達はアクリマンと対決し、ケニーの敵討ちでサムが彼を殺した。教会内部でミハイル神父が聖杯を発見するも、実際の聖杯は契約の箱の中に保管されていたエイリアンの笏であった。そしてブランド将軍が現れ、自分はメンタルに聖杯を贈り物として提供しようとしている裏切者だと明らかにした。彼は聖杯を使ってモンスターへと変貌してミハイル神父を殺し、サムを彼のチームと共に捕らえた。
ブランドの輸送機の内部で目覚めたサムはパラシュート降下で脱出し、北極圏の放棄された石油プラットフォームにたどり着く。そこでボートを手に入れ、ブランドを追ってツングースカへと向かう。道中でサムは別次元の彼自身からの支援を受け、ブランドがポータルで脱出する前に追いつけるようにスノーモービルが提供された。ポータル地点にたどり着いたサムは彼の友人も脱出していたことを知り、彼らは地球防衛軍とエイリアン軍の間の大規模な戦いに参加する。ブランドはサムを捕まえ、聖杯とサムの両方をメンタル最強の戦士のひとり「ウグザンⅥ」への贈り物として提供しようとしたが、ウグザンⅥは彼を弾き飛ばした。友人からの助けを借りてサムは聖杯でウグザンⅥを殺した後、ブランドを縛り付けたICBMを発射し、ポータルを破壊した。
戦闘の後、サムと生き残った仲間達は失った彼らの仲間を思い出しつつ祝い、サムは彼らの次の任務がエジプトにあることを示し、エジプトが舞台の『シリアス・サム3: BFE』の出来事へとつながっていく。ポストクレジットシーンでは、代替現実のサムは、サムがローマで出会った老婦人に会い、彼女の助けを求める。

## 開発
シリアス・サム4の開発は2012年10月に始まった。2013年6月7日にウェブサイト「Humble Bundle」がゲームの資金調達のためにシリアス・サムシリーズの過去作を数本収録した「Humble Weekly Sale」を開催したことでシリアス・サム4の開発が確認された。ゲームの「ジャマー」機能（一定の半径内のオブジェクトを無効にできる可動式デバイス）のプレイテストにより、開発チームはこのコンポーネントと将来性のあるメカニクスは別のタイプのゲームにより適していると考え、最終的に『The Talos Principle』が開発された。2015年9月には、『The Talos Principle』の共同脚本家であるJonas Kyratzesが、妻のヴェレナとともにシリアス・サム4の脚本家を務めることが発表された。
2018年4月19日、クロアチアで開催されたカンファレンス「Reboot Develop 2018」のオープニングでシリアス・サム4が『Serious Sam 4: Planet Badass』というタイトルでティーザー映像と共に発表された。同年6月に開催されたE3 2018では、1つのステージが秘密裏にデモされた。当時、本作は2019年に発売を予定していた。2020年5月20日、Planet Badassの副題が無くなったシリアス・サム4は、発売時期をMicrosoft WindowsおよびStadia向けが2020年8月と再発表した。デベロッパーによれば、数人の地球人が侵略軍と戦うというプロットから生まれた副題「Planet Badass」は、この部分を他の言語にローカライズすることが不可能であったため削除されたという。
本作の開発に当たっては、Croteamが開発した「Legion System」というレンダリングシステムが用いられており、一度に膨大な数のモンスターが出現する。
また、地形生成に当たっては、あらかじめモデリングした植物や岩石などの地形構成パーツと、プロシージャル生成した地形パーツを組み合わせるという手法が取られた。
本作の発売は9月24日に延期された。Stadiaとの独占契約のため、PlayStation 4とXbox One版の発売は延期された。2021年12月8日にXbox Series X/SとPlayStation 5版が発売された。

## 評価
レビュー収集サイトのMetacriticによると、シリアス・サム4は賛否両論または平均的なレビュー（mixed or average reviews）を受けており、42件の批評家のレビューを基に68/100の正規化された評価を算出している。
日本のゲーム系ニュースサイト・4Gamer.netのYamaChanは、ところどころ未翻訳の箇所がありながらも日本語字幕が用意されているのはありがたいと述べ、ストーリーも見ごたえがあると評価している。
また、YamaChanはゲームの基本的な部分は昔ながらのFPSと変わらず、シンプルながらも遊びごたえのあるゲーム性に仕上がったと評価している。
一方で、YamaChanは、本作のグラフィックについて、シリアス・サムシリーズとしては大きな進化を遂げたが、最近の他のゲームと比べると若干見劣りすると指摘し、大勢の敵をいっぺんに表示できる「LEGION SYSTEM」もごく一部のステージでしか使われず、ゲームの体験としては大味だったと述べている。
ライターのBRZRKはファミ通に寄せた記事の中で、カットシーンはB級映画や『Duke Nukem』のようなコミカルな雰囲気があり、気が緩んできたちょうどいいタイミングでカットシーンが入って清涼剤となったと述べている。一方で、BRZRKは欠点として繰り返し同じような戦闘が続く点を挙げている。ライターの文章書く彦はGame*Sparkに寄せた記事の中、暴力的だったり冒涜的だったりするブラックジョークが本作の一番の魅力であるとしている。
文章書く彦はプレイスタイルが良くも悪くも古臭いと述べ、あまりにも変わっていなくて驚いたともしており、スキルツリーも申し訳程度だったとしている。